# Assassin's Creed Syndicate : Jack l'Éventreur
Assassin's Creed Syndicate : Jack l'Éventreur (Assassin's Creed Syndicate: Jack the Ripper en version originale) est une extension (DLC) d'Assassin's Creed Syndicate, développé par Ubisoft Montpellier et édité par Ubisoft. Situé à Londres, en Angleterre, au cours de l'année 1888, Jack l'Éventreur explore les prétendues circonstances indicibles entourant les meurtres brutaux de plusieurs prostituées qui ont vécu et travaillé dans l'East End entre le 31 août et le 9 novembre 1888, et la véritable identité de leur meurtrier. L'extension suit deux personnages qui s'opposent : Evie Frye, membre de la Confrérie des Assassins et l'un des deux protagonistes du jeu de base, et une version fictive de Jack l'Éventreur, dépeint comme un Assassin renégat mentalement dérangé. L'objectif de Jack l'Éventreur est de renverser l'héritage de son ancien mentor Jacob Frye, tandis qu'Evie tente de retrouver son frère disparu et d'arrêter le règne de terreur de l'Éventreur ainsi que les criminels qu'il a ralliés à sa cause.
Jack l'Éventreur est le premier DLC majeur post-lancement pour Syndicate et a été publié sur diverses plateformes en décembre 2015. Il a une histoire autonome qui est vaguement liée au récit du jeu de base, mais conserve en grande partie ses mécanismes centraux. Le musicien américain Bear McCreary a composé la bande originale du jeu, en remplacement d'Austin Wintory, le compositeur utilisé pour le jeu de base. Les critiques de la version Xbox One par les publications de jeux vidéo ont été majoritairement positives, tandis que la version PlayStation 4 a reçu un accueil mitigé.

## Développement et sortie
Jack l'Éventreur est sorti numériquement sur PlayStation 4 via PlayStation Network et Xbox One via Xbox Live le 15 décembre 2015. La version PC est sortie une semaine plus tard, le 22 décembre 2015. Les joueurs qui ont acheté le passe saisonnier du jeu de base pouvaient accéder à Jack l'Éventreur, qui est par ailleurs disponible en tant qu'achat autonome. Une "bande-annonce immersive et interactive à 360°" a été publiée sur les chaînes vidéo affiliées à Ubisoft pour promouvoir le DLC. Un album de cinq pistes composé par Bear McCreary est sorti numériquement le 15 décembre 2015.